# SC Westend 1901
Maillots
Le SC Westend 1901 est un club allemand de football localisé, dans le quartier de Charlottenbourg-Nord, dans l’arrondissement de Charlottenbourg-Wilmersdorf à Berlin.

## Localisation

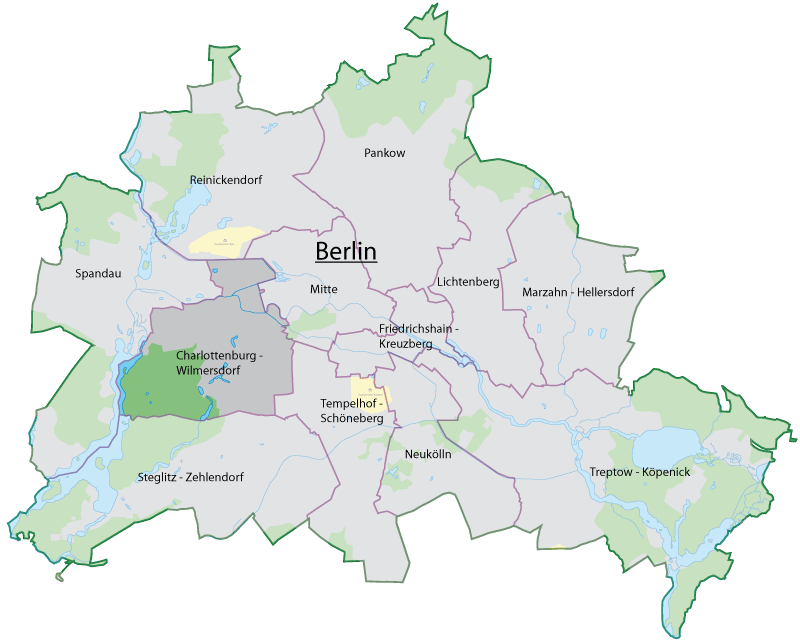
Localisation de l'arrondissement de Charlottenbourg-Wilmersdorf

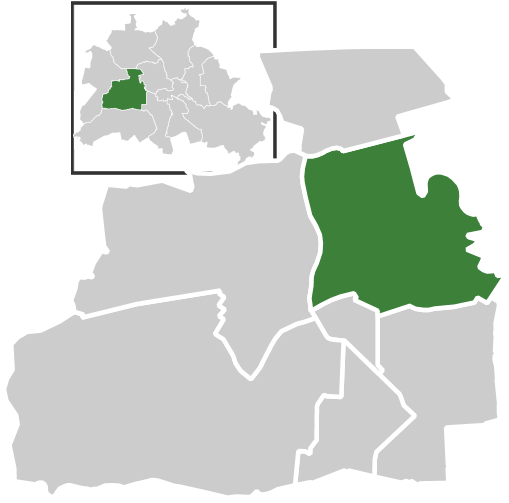
Localisation des quartiers de l'arrondissement de Charlottenbourg-Wilmersdorf

## Histoire
Les racines du club remonte à l’année 1901 avec la fondation du Charlottenburger FC 01 Concordia. Ce club joua une seule saison (1927-1928) dans la plus haute ligue berlinoise.
Le SC Westend 01 fut fondé en 1933 par la fusion du Charlottenburger FC 01 Concordia et du Charlottenburger FC Viktoria.
Jusqu’en 1945, le club porta alors le nom de Charlottenburger FC 1901. Il ne joua aucun rôle majeur durant toute cette période
En 1945, le club fut dissous par les Alliés, comme tous les clubs et associations allemands (voir Directive n°23). Il fut reconstitué rapidement sous l’appellation de SG Charlottenburg-Nord. L’année suivante, le cercle fut renommé SG Westend Berlin. En 1948, il reprit le nom de Charlottenburger FC 1901, puis en 1949 devint le SC Westend 01 Berlin.
Sur le plan sportif, le club évolua dans la Berliner Stadtliga, une ligue créée dès 1945 puis la fédération local (Berliner Fußball-Verbandes) reprit ses droits. En 1950, le SC Westend 01 accéda à l’Oberliga Berlin, une des cinq ligues créées au niveau 1 en 1947. Le club y presta deux saisons puis descendit en Amateurliga Berlin.
En 1956, le SC Westend fut relégué au niveau 3 et glissa dans la hiérarchie. Il ne remonta en Amateurliga Berlin qui était entre-temps devenue le 3e étage de la pyramiode du football allemand qu’en vue de la saison 1972-1973.
Le SC Westend 01 enchaîna alors avec un titre de vice-champion, derrière le BBC Südost qui lui permit de monter en Regionalliga Berlin, une des cinq séries composant la Division 2 de l’époque.
Westend 01 s’y classa joliment 5e mais ce la nu fut pas suffisant pour rester à ce niveau car la saison suivante, la DFB instaura la 2. Bundesliga qui remplaça les cinq séries de Regionalliga.
Le SCW 01 redescendit donc vers le 3e niveau, c'est-à-dire l’Oberliga Berlin (la zone de Berlin-Ouest et la région Nord furent les seules à avoir une série unique au niveau 3 dès 1974, les autres régions ne l’instaurèrent que quatre ans plus tard).
Au niveau 3, le SC Westend 01 débuta par deux troisièmes places successives puis recula dans le milieu du classement. En 1980, le club se sauva de justesse en terminant avec 1 point de plus que le premier descendant (Tennis Borussia Berlin II). Après une saison moins stressante, le cercle connut encore les soucis de relégation en 1982 en évitant la descente grâce à cinq points de plus inscrits par rapport au SC Gatow 1931. Mais au terme de la saison 1982-1983, la culbute fut inévitable.
Le SCW 01 rejoua deux années au niveau 4 puis remonta grâce à une 3e place obtenue en 1985. Mais dernier de l’ l’Oberliga, en 1986, le club fit le chemin inverse.
À la fin du championnat 1988-1989, le SC Westend 01 fut relégué au niveau 5 de la hiérarchie. Ensuite, le club ne parvint plus à revenir parmi les plus hautes séries berlinoises.

## Palmarès
- Vice-champion de l’Amateurliga Berlin: 1973.